# Vohitromby
Vohitromby is een plaats en commune in het zuiden van Madagaskar, behorend tot het district Farafangana, dat gelegen is in de regio Atsimo-Atsinanana. Tijdens een volkstelling in 2001 telde de plaats 5.242 inwoners.
De plaats biedt naast lager onderwijs ook middelbaar onderwijs aan. 99 % van de bevolking werkt als landbouwer en 0,5 % houdt zich bezig met veeteelt. De belangrijkste landbouwproducten zijn rijst en koffie; andere belangrijke producten zijn maniok, zoete aardappelen, peper en vanille. Verder is 0,5 % actief in de dienstensector.